# Vĩnh Trung, Tịnh Biên
Vĩnh Trung là một xã thuộc thị xã Tịnh Biên, tỉnh An Giang, Việt Nam.

## Địa lý
Xã Vĩnh Trung có vị trí địa lý:
- Phía đông giáp huyện Châu Phú
- Phía tây giáp xã An Cư
- Phía nam giáp các phường Chi Lăng và Núi Voi
- Phía bắc giáp xã Văn Giáo.

Xã Vĩnh Trung có diện tích 24,84 km², dân số năm 2019 là 7.633 người, mật độ dân số đạt 307 người/km².

## Hành chính
Xã Vĩnh Trung được chia thành 5 ấp: Vĩnh Đông, Vĩnh Hạ, Vĩnh Lập, Vĩnh Tâm, Vĩnh Tây.

## Lịch sử
Trước đây, Vĩnh Trung là một xã thuộc huyện Tịnh Biên.
Ngày 10 tháng 4 năm 2023, thị xã Tịnh Biên được thành lập, xã Vĩnh Trung thuộc thị xã Tịnh Biên như hiện nay.